# Mutronics – Invasion der Supermutanten
Mutronics – Invasion der Supermutanten ist ein US-amerikanischer Science-Fiction-Film aus dem Jahre 1991. Er basiert auf der Manga-Serie Bio Booster Armor Guyver. Der Film wurde in Deutschland am 10. September 1992 auf Video veröffentlicht.

## Handlung
Der CIA-Agent Max Reed wird Zeuge, wie Dr. Tetsu Sagawa – ein Forscher der mysteriösen Chronos Corporation – ermordet wird. Zuvor hatte Dr. Sagawa Chronos den Guyver gestohlen, ein außerirdisches Gerät. Durch Zufall gelangt der Guyver in die Hände des Studenten Sean Barker. Daraufhin verbindet sich das Gerät mit Sean und verleiht ihm einen kybernetischen Schutzanzug. Der Leiter von Chronos, Fulton Balcus, entsendet ein Team von Mutanten – die Zoanoiden – um den Guyver wieder in seinen Besitz zu bringen.

## Kritiken
„Eine von Special Effects und schleimigen Ekelszenen überwucherte Fantasy-Story, die ebenso lächerlich wie geschmacklos rüde Kämpfe aneinanderreiht, bei der groteske Monster schreiend und grunzend aufeinander einschlagen.“

„Freunde von Metamorphosen und Monstern unter menschlicher Hülle werden in diesem augenzwinkernden B-Movie bestens bedient.“

## Fortsetzungen
- 1994: Guyver – Dark Hero